# More Christmas 2014
More Christmas 2014 er et dansk opsamlingsalbum med julemusik udgivet den 7. november 2014 på Universal Music. Albummet modtog i januar 2015 platin for 20.000 solgte eksemplarer.

## Spor

### CD1
1. Queen - "Thank God It's Christmas"
2. Wham! - "Last Christmas"
3. MC Einar - "Jul det' cool"
4. Shakin’ Stevens - "Merry Christmas Everyone"
5. Thomas Helmig & Søs Fenger - "Når sneen falder"
6. Slade - "Merry Christmas Everybody"
7. De Nattergale - "It's Hard to Be a Nissemand"
8. Cartoons - "Santa Claus Is Coming to Town"
9. Boney M. - "Mary's Boy Child" / "Oh My Lord"
10. Anden - "Jul på Vesterbro"
11. Mel & Kim - "Rockin' Around the Christmas Tree"
12. Alphabeat - "X-mas (Let’s Do It Again)"
13. Elton John - "Step into Christmas"
14. The Pussycat Dolls - "Santa Baby"
15. Diskofil - "Til julebal i Nisseland"
16. Bill Haley & His Comets - "Jingle Bell Rock"
17. Shu-bi-dua - "Den himmelblå"
18. José Feliciano - "Feliz Navidad"
19. Ida Corr - "Merry Christmas to U All"
20. Bing Crosby - "White Christmas"
21. Tuborg Bandet - "Tuborg Julebryg Jingle" (skjult bonus spor)

### CD 2
- John Lennon & Yoko Ono - "Happy X-mas (War Is Over)"
- Drengene fra Angora - "Jul i Angora"
- Band Aid - "Do They Know It's Christmas?"
- Otto Brandenburg - "Søren Banjomus"
- Bryan Adams - "Christmas Time"
- Gnags - "Gnags' Julesang"
- Samantha Mumba - "All I Want for Christmas Is You"
- Bossen & Bumsen - "Op til jul"
- Celine Dion - "Christmas Eve"
- Rasmus Walter - "December, December"
- Pet Shop Boys - "It Doesn't Often Snow at Christmas" (new version)
- Caroline Henderson - "Vil du være min i nat?"
- Britney Spears - "My Only Wish (This Year)"
- Flemming Bamse Jørgensen - "Muligvisvej"
- Destiny's Child - "Do You Hear What I Hear?"
- John Mogensen - "Bjældeklang - "Kender I den om Rudolf"
- Rod Stewart - "Red-suited Super Man"
- Monkeybusiness feat. Innocent Blood, L.O.C. & Jokeren - "Kære Julemayin"
- Sys Bjerre - "Det'cember" (rap version)
- Leona Lewis - "One More Sleep"
- Papkasseshow - "Så blev det jul (Da jeg så julemanden kysse far) (skjult bonus spor)

### CD 3
- Paul McCartney - "Wonderful Christmastime"
- Mads Langer - "I en stjerneregn af sne"
- Chris Rea - "Driving Home for Christmas"
- Gasolin' - "Endelig jul igen"
- Whitney Houston - "One Wish (For Christmas)"
- Aqua - "Spin Me a Christmas"
- Roy Wood & Wizzard - "I Wish It Could Be Christmas Everyday"
- Pharfar - "Når vi først går i gang"
- George Michael - "December Song (I Dreamed of Christmas)"
- D-A-D - "Sad Sad X-mas"
- Coldplay - "Christmas Lights"
- Martin Brygmann & Julie Berthelsen - "Jesus & Josefine"
- Christina Aguilera - "Christmas Time"
- Sukkerchok - "Hele julenat, hele juledag"
- Ronan Keating & Maire O'Brennan - "Fairytale of New York"
- Michael Falch - "Tænd December"
- Stevie Wonder - "Someday at Christmas"
- Anne Linnet - "Lille Messias"
- Run DMC - "Christmas in Hollis"
- Lars Lilholt - "Julenat i Bethlehem"
- Abba - "Happy New Year" (skjult bonus spor)

## Hitlister og certificeringer

### Hitlister
| Hitliste (2014)              | Højeste placering |
| ---------------------------- | ----------------- |
| Danmark (Compilation Top-10) | 1                 |

### Certificeringer
| Land (Organisation) | Certificering |
| ------------------- | ------------- |
| Danmark (IFPI)      | Platin        |